# Aire d'attraction de Morlaix
L'aire d'attraction de Morlaix est un zonage d'étude défini par l'Insee pour caractériser l’influence de la commune de Morlaix sur les communes environnantes. Publiée en octobre 2020, elle se substitue à l'aire urbaine de Morlaix, qui comportait 10 communes dans le dernier zonage qui remontait à 2010.

## Définition
L'aire d'attraction d'une ville est composée d’un pôle, défini à partir de critères de population et d’emploi ainsi que d’une couronne constituée des communes dont au moins 15 % des actifs travaillent dans le pôle. Le pôle d’attraction constitue ainsi un point de convergence des déplacements domicile-travail,.

## Type et composition
L’aire d'attraction de Morlaix est une aire inter-départementale qui comporte 24 communes : 23 situées dans le Finistère et 1 dans les Côtes-d'Armor (Plounérin). 
Elle est catégorisée dans les aires de 50 000 à moins de 200 000 habitants.
Dans la région, la population est relativement peu concentrée dans les pôles. Ainsi, moins d’un tiers de la population y vit contre plus de la moitié au niveau national. C’est en particulier le cas pour l’aire d'attraction de Morlaix qui présente une population de 61 148 habitants localisés dans la région et dont 23,8 % résident dans le pôle.
En Bretagne, la population augmente de 0,6 % par an en moyenne entre 2007 et 2017 (+ 0,5 % en France). Pour l’aire de Morlaix, elle est de 0 %. Le nombre d’emplois présents dans l’aire d’attraction est de 23 435.

### Carte

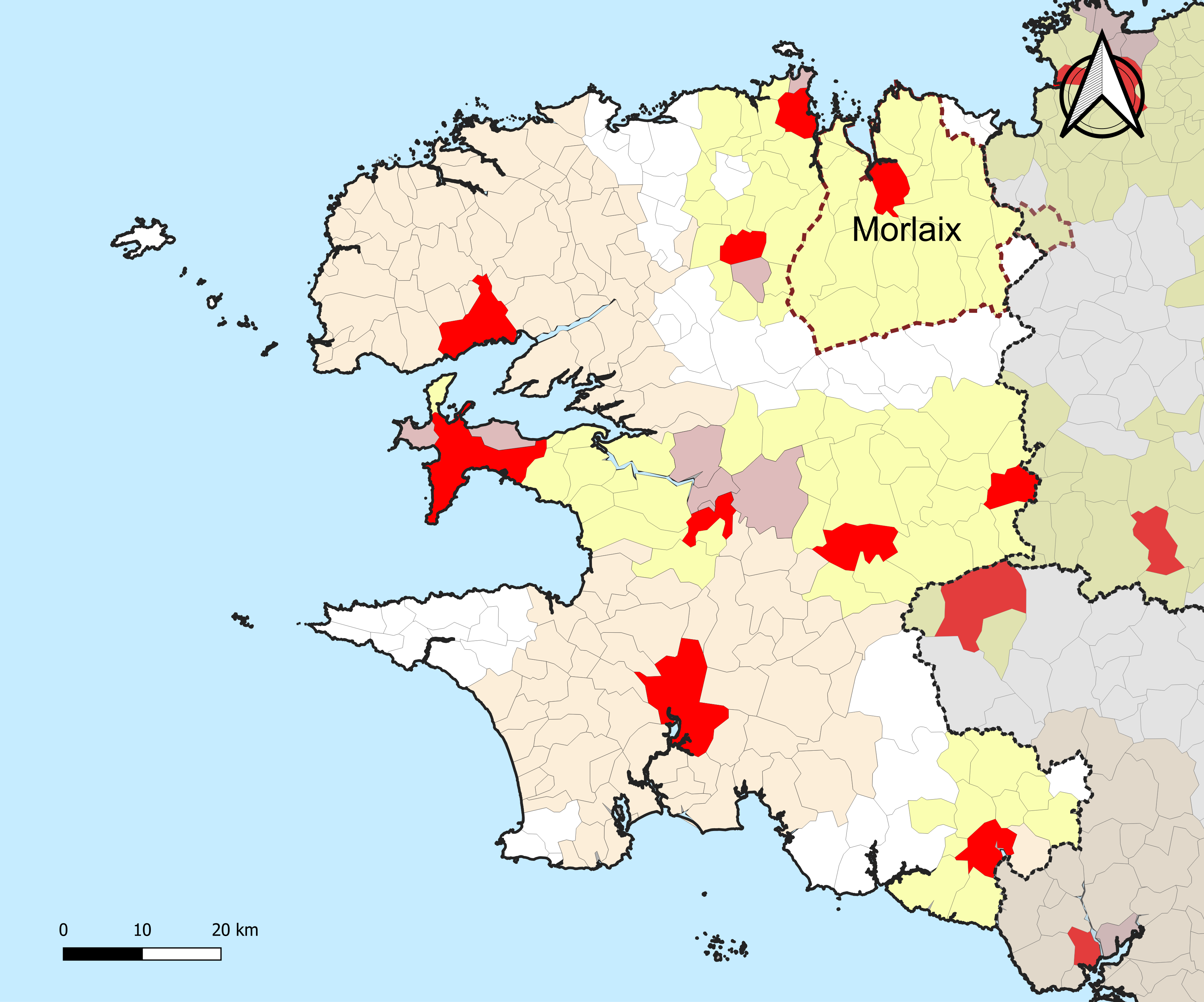
Carte de l'aire d'attraction de Morlaix.
Commune-centre
Commune de la couronne

### Composition communale
| Nom                         | Code Insee | Département   | Statut                 | Superficie (km2) | Population (dernière pop. légale) | Densité (hab./km2) | Modifier                                    |
| --------------------------- | ---------- | ------------- | ---------------------- | ---------------- | --------------------------------- | ------------------ | ------------------------------------------- |
| Morlaix (commune-centre)    | 29151      | Finistère     | commune-centre         | 24,82            | 15 220 (2022)                     | 613                | modifier les données · modifier les données |
| Plounérin                   | 22227      | Côtes-d'Armor | commune de la couronne | 25,89            | 799 (2022)                        | 31                 | modifier les données · modifier les données |
| Botsorhel                   | 29014      | Finistère     | commune de la couronne | 25,64            | 428 (2022)                        | 17                 | modifier les données · modifier les données |
| Carantec                    | 29023      | Finistère     | commune de la couronne | 9,02             | 3 261 (2022)                      | 362                | modifier les données · modifier les données |
| Le Cloître-Saint-Thégonnec  | 29034      | Finistère     | commune de la couronne | 28,48            | 644 (2022)                        | 23                 | modifier les données · modifier les données |
| Garlan                      | 29059      | Finistère     | commune de la couronne | 13,34            | 1 063 (2022)                      | 80                 | modifier les données · modifier les données |
| Henvic                      | 29079      | Finistère     | commune de la couronne | 9,95             | 1 195 (2022)                      | 120                | modifier les données · modifier les données |
| Lanmeur                     | 29113      | Finistère     | commune de la couronne | 26,47            | 2 367 (2022)                      | 89                 | modifier les données · modifier les données |
| Lannéanou                   | 29114      | Finistère     | commune de la couronne | 16,17            | 341 (2022)                        | 21                 | modifier les données · modifier les données |
| Locquénolé                  | 29132      | Finistère     | commune de la couronne | 0,85             | 792 (2022)                        | 932                | modifier les données · modifier les données |
| Pleyber-Christ              | 29163      | Finistère     | commune de la couronne | 45,47            | 3 175 (2022)                      | 70                 | modifier les données · modifier les données |
| Plouégat-Guérand            | 29182      | Finistère     | commune de la couronne | 17,29            | 1 058 (2022)                      | 61                 | modifier les données · modifier les données |
| Plouégat-Moysan             | 29183      | Finistère     | commune de la couronne | 14,97            | 720 (2022)                        | 48                 | modifier les données · modifier les données |
| Plouezoc'h                  | 29186      | Finistère     | commune de la couronne | 15,83            | 1 640 (2022)                      | 104                | modifier les données · modifier les données |
| Plougasnou                  | 29188      | Finistère     | commune de la couronne | 33,94            | 3 035 (2022)                      | 89                 | modifier les données · modifier les données |
| Plougonven                  | 29191      | Finistère     | commune de la couronne | 69,32            | 3 398 (2022)                      | 49                 | modifier les données · modifier les données |
| Plouigneau                  | 29199      | Finistère     | commune de la couronne | 64,82            | 5 039 (2022)                      | 78                 | modifier les données · modifier les données |
| Plounéour-Ménez             | 29202      | Finistère     | commune de la couronne | 51,74            | 1 298 (2022)                      | 25                 | modifier les données · modifier les données |
| Plourin-lès-Morlaix         | 29207      | Finistère     | commune de la couronne | 40,92            | 4 529 (2022)                      | 111                | modifier les données · modifier les données |
| Saint-Jean-du-Doigt         | 29251      | Finistère     | commune de la couronne | 19,81            | 683 (2022)                        | 34                 | modifier les données · modifier les données |
| Saint-Martin-des-Champs     | 29254      | Finistère     | commune de la couronne | 15,70            | 4 792 (2022)                      | 305                | modifier les données · modifier les données |
| Sainte-Sève                 | 29265      | Finistère     | commune de la couronne | 9,98             | 1 060 (2022)                      | 106                | modifier les données · modifier les données |
| Saint-Thégonnec Loc-Eguiner | 29266      | Finistère     | commune de la couronne | 49,78            | 3 118 (2022)                      | 63                 | modifier les données · modifier les données |
| Taulé                       | 29279      | Finistère     | commune de la couronne | 29,47            | 2 883 (2022)                      | 98                 | modifier les données · modifier les données |

## Géographie

### Situation
L'aire d'attraction de Morlaix est située majoritairement au nord-est du Finistère et comporte une commune des Côtes-d'Armor. Elle est délimitée au nord-est par l'aire d'attraction de Lannion, au nord-ouest par l'aire d'attraction de Roscoff - Saint-Pol-de-Léon et à l'ouest par l'aire d'attraction de Landivisiau, le reste des communes étant hors d'aire d'attraction des villes, étant dû soit à la distance soit au partage de l'influence entre plusieurs pôles.

### Voies de communication
L'aire d'attraction comporte deux axes routiers majeurs : la route nationale 12 reliant Brest à Rennes et la route départementale 58, reliant l'agglomération à Saint-Pol-de-Léon et Roscoff. La première principalement permet à la ville-centre d'exercer son influence, ce qui se traduit par une distance couverte de plus de 30 kilomètres par endroits sur l'axe est-ouest et une commune influencée dans les Côtes-d'Armor (Plounérin).